# Vysoké
Vysoké (en allemand : Wissoken) est une commune du district de Žďár nad Sázavou, dans la région de Vysočina, en République tchèque. Sa population s'élevait à 192 habitants en 2020.

## Géographie
Vysoké se trouve à 3 km au nord-est du centre de Žďár nad Sázavou, à 34 km au nord-est de Jihlava et à 125 km au sud-est de Prague.
La commune est limitée par Počítky au nord, par Lhotka à l'est, et par Žďár nad Sázavou au sud et à l'ouest.

## Histoire
La première mention écrite de la localité date de 1407.

## Transports
Par la route, Vysoké se trouve à 4 km de Žďár nad Sázavou, à 39 km de Jihlava et à 159 km de Prague.